# 全椒县
全椒县位于中国安徽省东部，是滁州市下辖的一个县。区域总面积为1,572平方公里，常住总人口約40万。县人民政府驻襄河镇儒林路181號。

## 历史
相传古代高阳氏在椒陵山（又名覆釜山）建立古椒国。春秋时为楚椒邑，後为全姓聚居之地，西汉置县，故名“全椒县”，初属淮南国。南朝梁改为北谯郡。隋开皇（581—600年）初，废北谯郡，置滁州。大业（605—618年）初，州废，复为全椒县，属江都郡。
中华民国元年（1912年）4月，全椒县直属安徽省。三年至十七年，属淮泗道。十七年至二十一年，属安徽省。二十一年以后，属安徽省第五专区。
1949年1月25日，解放軍進兵全椒县。4月21日改属皖北行署滁县专区。1952年4月12日改属安徽省滁县专区。1956年元月12日改属安徽省蚌埠专区。1961年4月13日蚌埠专区仍划为滁县、宿县两专区，全椒县属滁县专区。1971年3月29日，滁县专区改为滁县地区。1993年1月5日，撤销滁县地区，设立地级滁州市。

## 行政区划
目前下辖10个镇：
襄河镇、古河镇、大墅镇、二郎口镇、武岗镇、马厂镇、石沛镇、十字镇、西王镇和六镇镇。
县城位于襄河镇西。

## 人口
根据(安徽省)滁州市第七次全国人口普查公报显示：全椒县常住人口为395633人，男性人口占比51.48%，女性人口占比48.52%，年龄结构中0-14岁占比13.29%，15-59岁占比64.37%，60岁以上占比22.34%，65岁以上占比18.42%。

## 交通
- 312国道、 沪陕高速(合宁高速)过境。
- 合宁铁路。

## 地理
位于安徽省江淮丘陵东部，江淮分水岭和滁河之间。东经117度49分——118度25分，北纬31度51分—32度15分，分别与巢湖、含山、和县、浦口区交界。东西约58．5公里，南北约44．2 公里，总面积1568．58平方公里，属于北亚热带季风气候。

## 经济
本县主要企业有：安徽全柴动力股份有限公司、安徽江凯汽车变速器公司、滁州市富爵集团有限公司等。主导产业为机械加工、汽车及汽车零部件、服装玩具、粮油加工、建材生产、医药化工、电子电器。
本县优质棉花种植历史悠久。

## 旅游
拥有自然景观和人文景观多处，有国家森林公园神山寺、省级森林公园南屏山森林公园、碧云湖、吴敬梓纪念馆、三塔寺、龙山寺、法王寺、周岗新四军烈士墓、奎光楼、岱山湖旅游度假区、全椒七座名桥、王枫亭、安期洞、明威将军墓、阜陵城遗址、憨山大师故里、阮氏宗祠、康王汪海洋故里、九斗山、南屏山、笔峰尖、清明山、铜井山等。

## 特产
- 马厂酥笏牌：是全椒县马厂镇名点之一。碰之即碎为八块。食之有益于胃寒、食欲不振、体虚、盗汗等症。其形状象古代大臣上朝时所用象牙笏牌，故名酥笏牌。为明朝开国功臣、兵部尚书全椒人乐韶凤所创。乐韶凤为辞兵权，特制作酥笏牌奉上，朱元璋感其用心良苦特准其辞官还乡。
- 周岗雪枣：主料为糯米、面粉，特点酥脆，入口即化，和益脾胃。传为冒辟疆的小妾董小宛所创，因吴敬梓曾祖母过寿，尝之大赞而流行。
- 管坝牛肉：全椒传统清真菜肴。香气扑鼻，咸鲜可口，回味醇厚，一尝难忘，名闻江淮。有和脾益胃，滋养精血之妙。管坝是全椒县西部的一山乡，回民聚居地，已成为皖东第一大牛市。这里的回民宰杀、加工牛肉历史悠久、风味独特。

另有：油炸麻雀、狮子头、卤免子等土特名产。

## 历史名人
- 憨山德清：明末禪僧。
- 吴敬梓：儒林外史作者。